# Donald Ewer
Donald Alan Ewer (ur. 10 września 1923, zm. 15 października 2018) – brytyjski aktor filmowy i telewizyjny. W 1954 roku wyemigrował z Wielkiej Brytanii do Kanady.

## Wybrana filmografia

### Filmy
- 1973: U-Turn – Les Turnbull
- 1985: Piwo – ksiądz
- 1986: Kamienny wyrok – pan Parchman
- 2000: Przeprawa – McKonkey
- 2002: Pająk – bezzębny Jack
- 2003: Opowieść o Zbawicielu – Annasz

### Seriale
- 1956–1958: On Camera –
  - policjant,
  - strach na wróble
- 1957: Hawkeye and the Last of the Mohicans – żołnierz
- 1963: Scarlett Hill – pan Harris
- 1964–1965: Na skraju puszczy –
  - Heck McGee,
  - PK Carroll
- 1965–1966: Seaway
- 1974–1975: Dr. Simon Locke –
  - Max,
  - doktor Walker
- 2002: Dziwne przypadki w Blake Holsey High – stary Lucas Randall